# カザフスタン・中国石油パイプライン
カザフスタン・中国石油パイプライン（カザフスタン・ちゅうごくせきゆパイプライン、中国語: 中哈石油管道、カザフ語:Қазақстан - Қытай құбыры）は、中国へ中央アジアからの石油輸入を可能にする中国初の直接輸入石油パイプラインで、 カザフスタンのカスピ海沿岸から中国の新疆阿拉山口までの987kmで、そこで阿拉山口・独山子原油パイプライン（246km）でカラマイ油田に接続する。
このパイプライン建設は、カザフスタン・中国両国が1997年に合意して、2003年、2005年、2009年にと段階的に開通したもので、カズムナイガスと中国石油天然気集団が所有している。
油田は、初期にはクズロルダ州クムコル油田（Kumkol oil field）からで、その後はおもにカスピ海中のカシャガン油田で、またロシア西シベリアの油田からもオムスク・シムケント・テュルクメナバート経由でもこの石油パイプラインへ来ている。

## 参照項目
- 中国のエネルギー政策 (Energy policy of China)
- シベリアの力2
- 蘭州・鄭州・長沙石油製品パイプライン (Lanzhou–Zhengzhou–Changsha pipeline)
- 東シベリア・太平洋石油パイプライン
- 中央アジア・中国天然ガスパイプライン